# Xyletobius mimus
Xyletobius mimus är en skalbaggsart som beskrevs av Perkins 1910. Xyletobius mimus ingår i släktet Xyletobius och familjen trägnagare. Inga underarter finns listade i Catalogue of Life.